# Утендорф (Тюрингія)
Утендорф (нім. Utendorf) — громада в Німеччині, розташована в землі Тюрингія. Входить до складу району Шмалькальден-Майнінген. Складова частина об'єднання громад Дольмар-Зальцбрюкке.
Площа — 8,09 км2. Населення становить 426 ос. (станом на 31 грудня 2021).

## Галерея

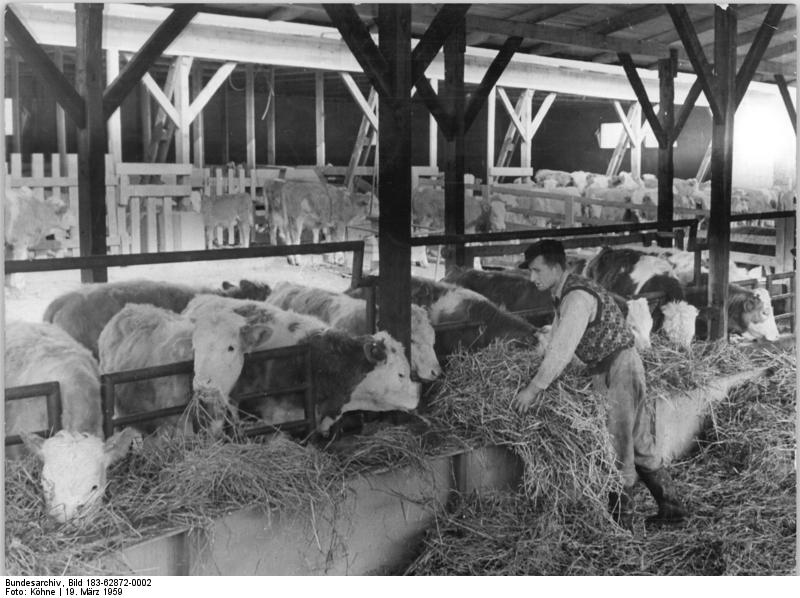
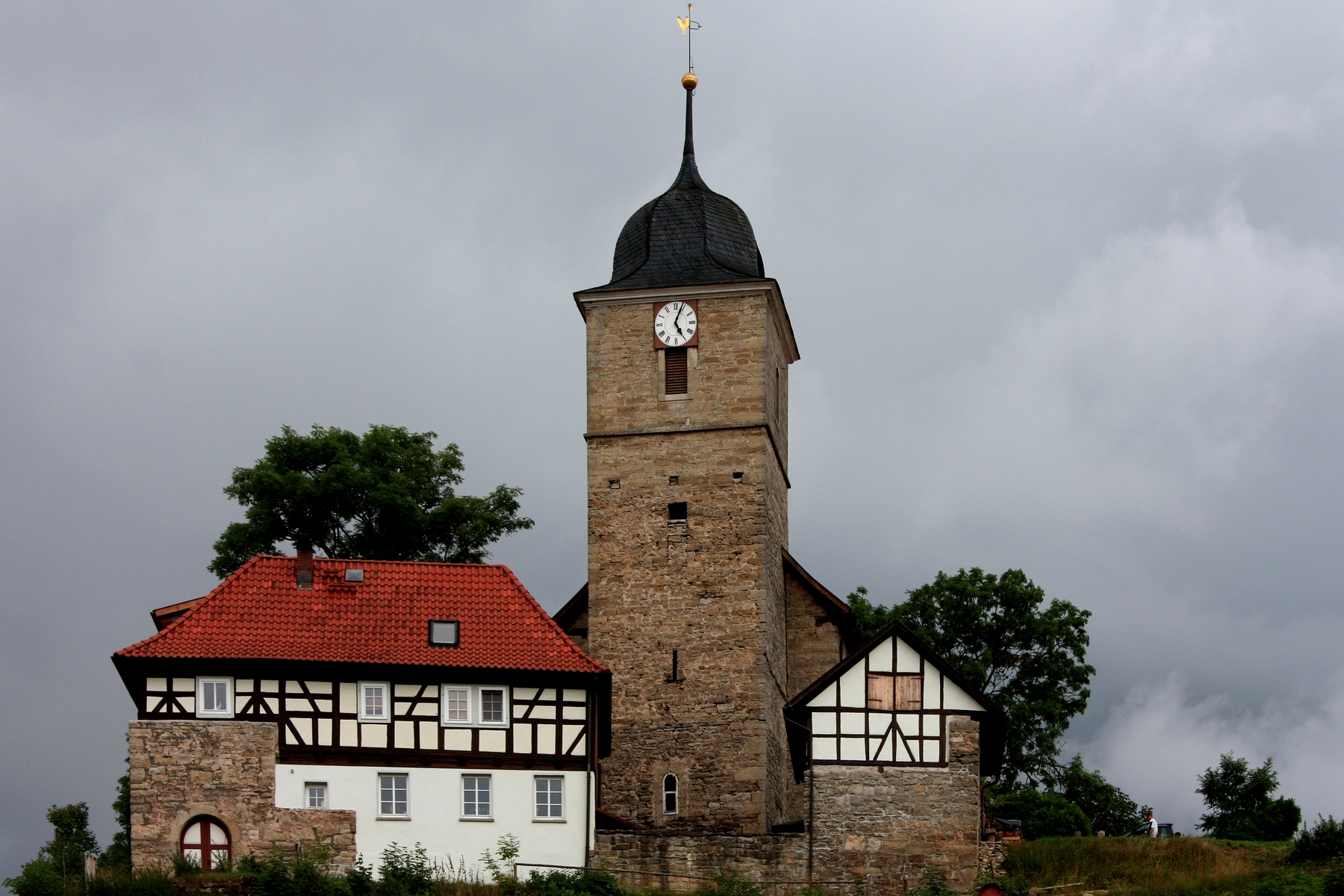